# 贝桑

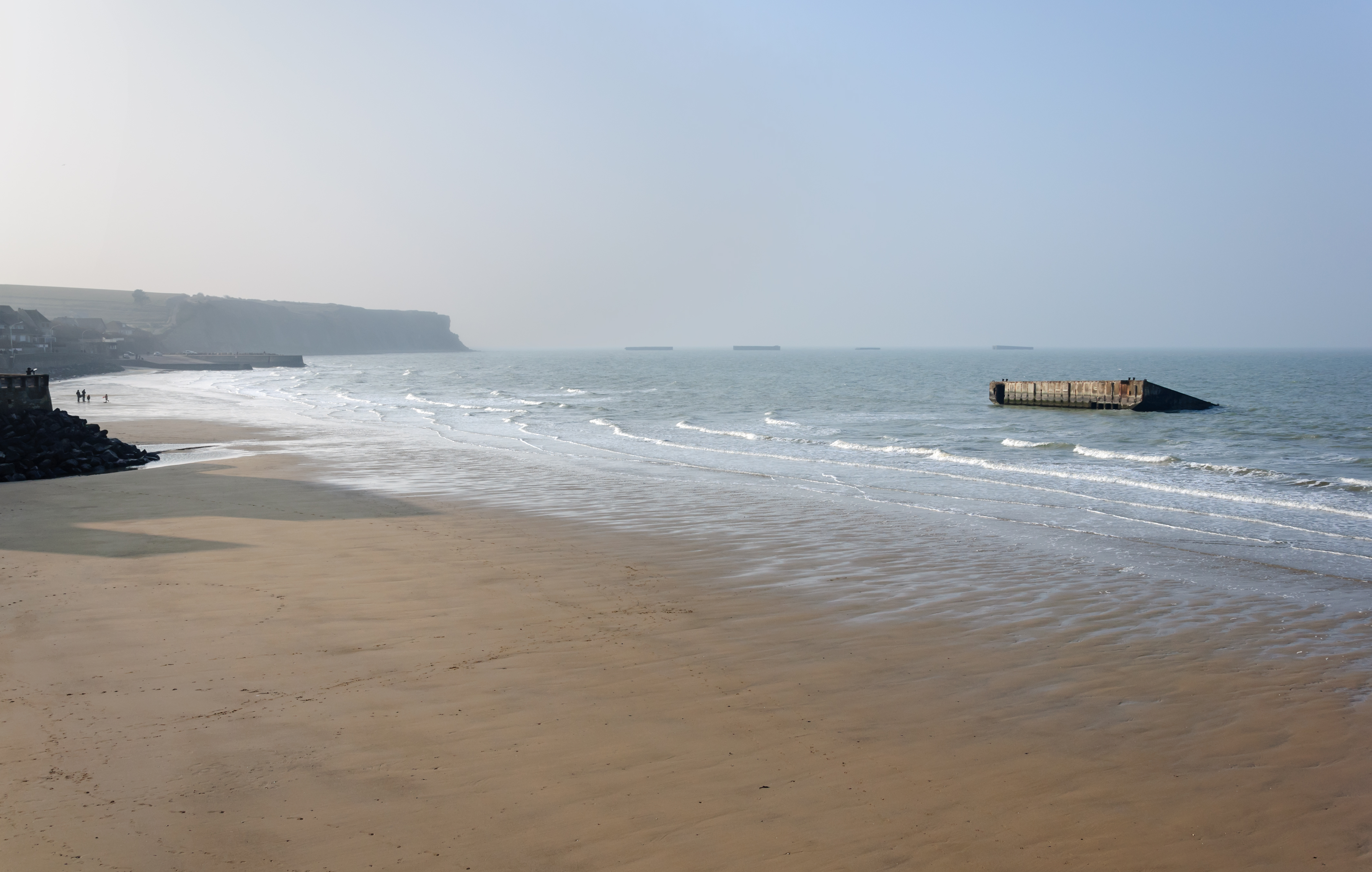
阿罗芒什莱班的海滩

贝桑（法語：Bessin，法語發音：[bɛsɛ̃]）是法国诺曼底的一个地区，北临英吉利海峡，拥有丰富的中世纪古迹。